# Museu Casa da Independência

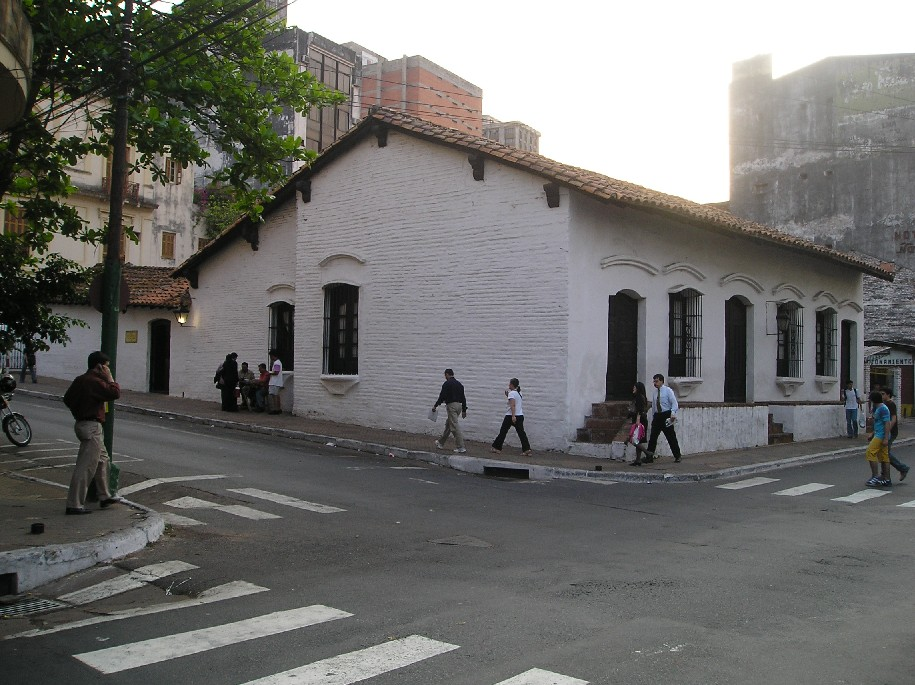
Casa de la Independencia.

O Museu Casa da Independência (Museo Casa de la Independencia) localiza-se no centro de Assunção, capital do Paraguai. A sede do museu é uma casa do século XVIII de grande importância por ter sido palco das conspirações que levaram à independência do país, em 1811.

## História
A casa colonial foi construída em 1772 pelo espanhol Antonio Martínez Sáenz, casado com a paraguaia Petrona Caballero de Bazán. Trata-se de um típico casarão colonial de paredes de adobe e teto coberto de telhas.
No início do século XIX, o capitão Pedro Juan Caballero, primo dos donos da casa, se hospedava ali habitualmente, quando visitava a cidade. Ele, junto a Juan Bautista Rivarola, Fulgencio Yegros e o tenente Mariano Recalde mantiveram várias reuniões secretas na casa para planejar a independência. A conspiração culminou em 14 de maio de 1811, quando uma grande delegação de patriotas liderada por Caballero tomou os quartéis e apresentou-se frente ao governador espanhol Bernardo de Velazco y Huidobro, exigindo-lhe sua renúncia ao governo da colônia. O governador aceitou, e a independência do Paraguai foi realizada de maneira pacífica.

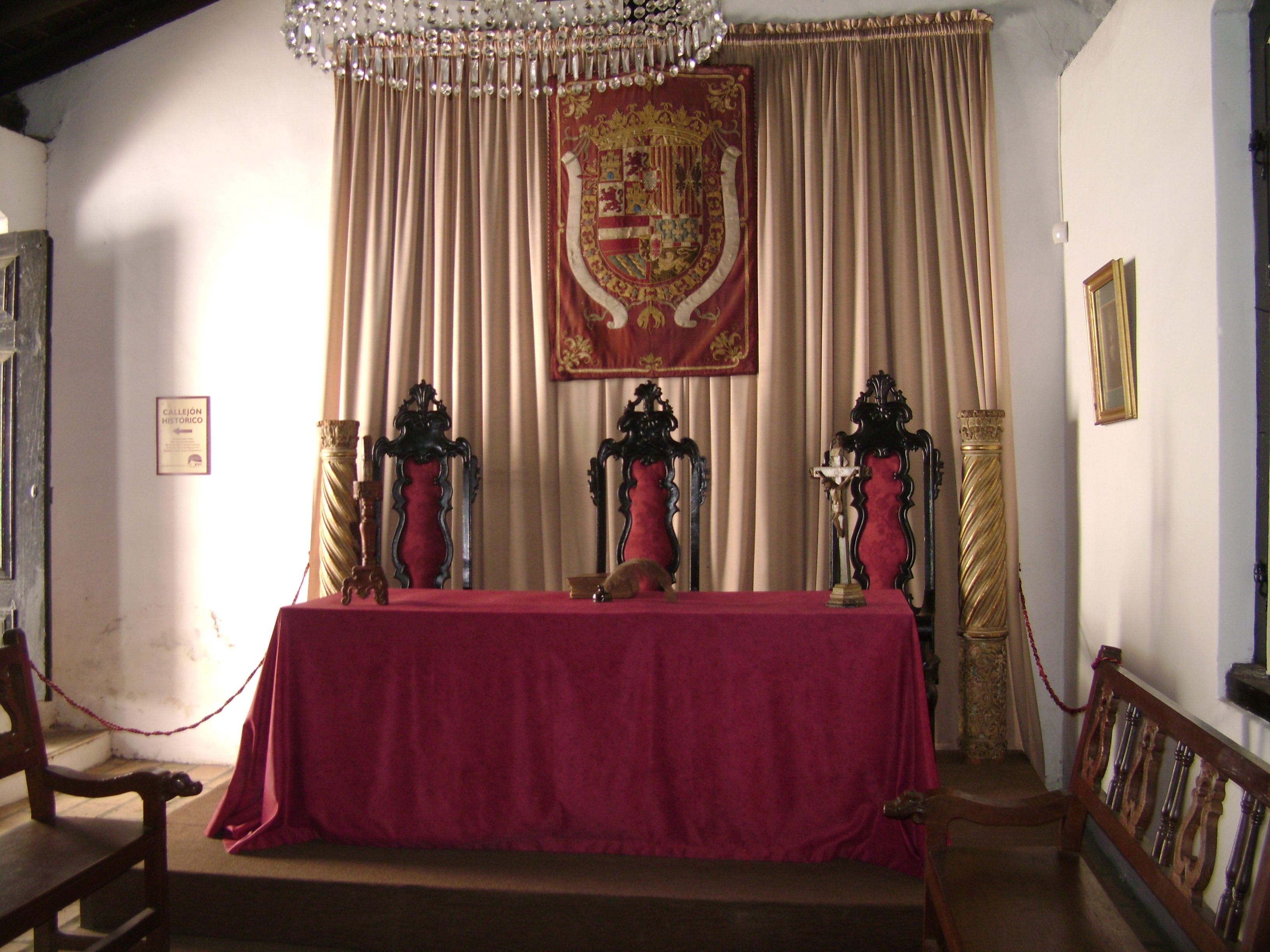
Réplica da Sala Capitular do Cabildo de Assunção no interior do Museu.

Em 1943, o casarão foi adquirido pelo governo e, em 1961, declarado Monumento Histórico Nacional. Desde 1965 funciona como museu histórico.

## Museu
O interior do Museu Casa da Independência está mobiliado como uma casa de elite da época da colônia, inclusive com objetos que pertenceram aos protagonistas da independência ou seus familiares. Há cinco salas e um salão, dispostos ao redor de um pátio interno. Nos fundos há uma ruela — o "callejón historico" — por onde saíram os patriotas no dia 14 de maio de 1811 para conseguir a independência do país.
Os itens expostos incluem mobiliário, documentos, utensílios domésticos e pinturas que retratam os personagens históricos.